# Trachea subfusca
Trachea subfusca är en fjärilsart som beskrevs av Alfred Ernest Wileman 1912. Trachea subfusca ingår i släktet Trachea och familjen nattflyn. Inga underarter finns listade i Catalogue of Life.